# Chủng Sư Đạo
Chủng Sư Đạo (种师道) (1051 - 1126), tên chữ là Di Thúc, người Lạc Dương (nay thuộc Hà Nam). Nguyên tên là Kiến Trung, bởi vì tị huý niên hiệu Kiến Trung Tĩnh Quốc thời Tống Huy Tông  nên đổi tên là Sư Cực, sau được Huy Tông ban tên là Sư Đạo. Là danh tướng những năm cuối thời Bắc Tống. Là con trưởng của Chủng Ký, con thứ 7 của Chủng Thế Hành, được mọi người gọi là lão Chủng kinh lược tướng công, em là Chủng Sư Trung được gọi là tiểu Chủng kinh lược tướng công.

## Cuộc đời
Thuở nhỏ theo Trương Tái, được bổ nhiệm làm Tam ban phụng trực (tòng cửu phẩm quan võ). Ông nhiều lần đảm nhiệm thôi quan Thành Châu, Hi Châu, thông phán Nguyên Châu. Những năm đầu Sùng Ninh thời Tống Huy Tông, vì vướng vào "để vu tiên chính" gian đảng, phải nghỉ ở nhà nhàn rỗi gần 10 năm. Những năm cuối Đại Quan thời Huy Tông, được phong Vũ công đại phu (quan võ cấp 15, chính thất phẩm), thứ sử Trung Châu (thứ sử Diêu quận), Kính Nguyên lộ Đô linh hạt, tri Hoài Đức quân. Sau chuyển đảm nhiệm trị An Tây Châu sự, không lâu sau, lại chuyển làm tri Vị Châu sự, Thiên long thần vệ tứ sương đô chỉ huy sứ (chức quan trong cấm quân, tòng ngũ phẩm), Phòng ngự sứ Minh Châu (tòng ngũ phẩm). Sau soái quân Thiểm Tây, Hà Đông đánh thành Tang Để, trong vòng 8 ngày hạ được thành. Được thăng chức Thị vệ thân quân Mã quân Phó Đô chỉ huy sứ (chính ngũ phẩm), Thừa tuyên sứ Ứng Đạo quân (chính tứ phẩm). Sau làm Đô thống chế (chức quan trong quân đội), nhận chức Tiết độ sứ Bảo Tĩnh quân, theo Đồng Quán đánh Yến Kinh, vì hiến kế mà không được dùng, lấy chức Hữu vệ tướng quân (tòng tứ phẩm) mà về trí sĩ. Đồng Quán lấy Lưu Duyên khánh thay thế, Diên Khánh bại, ông lại được dùng làm thứ sử Hiến Châu, tri Hoàn Châu. Chẳng lâu sau được phục chức Tiết độ sứ Bảo Tĩnh quân.

Thời Tống mạt, quân Kim bao vậy Đông Kinh, ông được gia phong Kiểm giáo thiếu bảo, Tiết độ sứ Tĩnh Nan quân. Lúc đó ông đương nhiệm Kinh lược Tuyên phủ sứ Kinh Nguyên lộ, bèn đốc quân Kinh Nguyên lộ, Tần Phượng lộ gấp rút tiếp viện, ven đường dán thông cáo nói "Chủng thiếu bảo lĩnh trăm vạn Tây binh đã đến", mạnh mẽ cổ vũ sĩ khí kháng Kim ở Biện Kinh. Vì năm đó ông đã 74 tuổi, người trong thiên hạ xưng tụng là "lão Chủng". Sau khi suất quân về kinh, quan bái Đồng tri Xu mật viện sự, sung Tuyên phủ sứ Hà Bắc Hà Đông. Tống Kim đàm phán hòa bình, quân Kim rút lui, Chủng Sư Đạo thỉnh cầu triều đình cho phép truy kích quân Kim, bị miễn chức.

Sau khi bị tước đoạt binh quyền, ông bị bãi chức về làm Trung thái nhất cung sứ, sau được phong Thái úy (cấp thứ nhất quan võ, chính nhị phẩm), Kiểm giáo thiếu sư, Tiết độ sứ Trấn Thao quân, Tuyên phủ sứ Hà Bắc Hà Đông, đóng ở Hoạt Châu.

Tháng 10 năm đầu Tĩnh Khang ông bệnh qua đời, thọ 76 tuổi, được truy phong Khai phủ nghi đồng tam ti (cấp thứ nhất quan văn, tòng nhất phẩm). Niên hiệu Kiếm Viêm thời Tống Cao Tông, được gia phong Thiếu bảo, thụy là Trung Hiến. Trong "Tống sử" quyển 337, "Đông đô lược sự" quyển 17 có viết về ông.

## Trước và saunạn Tĩnh Khang
Năm 1125, quân Kim phạt Tống lần thứ nhất. Tham chiến bao vây Khai Phong lúc này chỉ có Đông lộ quân của nước Kim do Hoàn Nhan Tông Vọng chỉ huy. Hoàn Nhan Tông Hàn lĩnh Tây lộ quân không những bị ngăn ở Thái Nguyên, mà còn cự tuyệt đề xuất của Hoàn Nhan Tông Vọng đi chặn đường Tây quân, khiến cho Chủng Sư Đạo thuận lợi suất 10 vạn quân đuổi tới Khai Phong. Hoàn Nhan Tông Vọng phải triệt thoái đến phía tây bắc ngoại thành Khai Phong hạ trại. Sau đó phát sinh sự kiện Diêu Bình Trọng cướp trại quân Kim bị diệt toàn quân, có người nói phái chủ hòa Lý Bang Ngạn, Lý Chuyết vì lấn ép phái chủ chiến Lý Cương, Chủng Sư Đạo nên đã tiết lộ kế hoạch cho gian tế Đặng Khuê. Vì cướp trại thất bại, Lý Cương, Chủng Sư Đạo bị đoạt binh quyền. Quân Kim lại đến dưới thành Khai Phong, Tống Khâm Tông hoảng sợ, sai sứ đến nói "Ban đầu không biết chuyện, lại mang thêm tội".

Sau đó Hoàn Nhan Tông Vọng công thành, bị Tây quân đánh lui, bèn bức bách Khâm Tông cắt đất phía Bắc Hoàng Hà cho nước Kim để đổi lấy việc đình chỉ tiến công. Trước khi rút quân, Tông Vọng phái người vào thành chào từ biệt Chủng Sư Đạo. Lúc quân Kim lui, em Chủng Sư Đạo là Chủng Sư Trung suất lĩnh Tây quân tinh nhuệ là Tần Phượng quân 3 vạn người chạy đến Đông Kinh Khai Phong, Chủng Sư Đạo lệnh đem quân đuổi theo quân Kim, chờ quân Kim qua sông một nửa rồi đánh, hòng tiêu diệt một nửa Đông lộ quân Kim ở bờ Nam để trừ hậu hoạn. Lý Cương cũng đề nghị theo chuyện cũ Thiền Uyên "hộ tống" quân Kim xuất cảnh, bí mật sai các tướng có cơ hội liền đem quân truy kích. Tống Khâm Tông cũng đồng ý đề nghị "hộ tống" của Lý Cương, phái 10 vạn quân theo "hộ tống". Nhưng sau cùng bọn người chủ hòa Ngô Mẫn, Đường Khác, Cảnh Nam Trọng lại áp đảo phe chủ chiến, phái người dựng lên đại kỳ tại bờ Hoàng Hà, nghiêm lệnh quân đội không được vượt qua đại kỳ truy kích quân Kim, trái lệnh xử tử.

Về sau, Chủng Sư Đạo lại đề xuất kế sách "mất bò lại mới làm chuồng": đề nghị tập trung đại quân đóng ở hai bên bờ Hoàng Hà, phòng ngừa quân Kim lại qua sông lần nữa, dự định thực thi kế sách "phòng thu". Tống Khâm Tông chuẩn tấu cho thi hành, nhưng không lâu sau lại bị bọn người phe đầu hàng Ngô Mẫn,  Đường Khác, Cảnh Nam Trọng áp đảo, cho rằng vạn nhất nếu quân Kim không đến, sẽ lãng phí quân phí, cự tuyệt áp dụng kế sách của Chủng Sư Đạo. Chủng Sư Đạo vì tức giận mãi thành bệnh, sau đó qua đời. Lý Cương thì bị điều ra ngoài làm Tuyên phủ sứ Hà Bắc Hà Đông, cũng không làm được gì, sau bị điều đến Giang Tây.

Ngày Bính Thìn tháng 10 năm đầu Tĩnh Khang (nhuận) (ngày 9 tháng 1 năm 1127), lúc thành Khai Phong bị quân Kim phá, Tống Khâm Tông hối hận nói "Trẫm không nghe lời Chủng Sư Đạo, mới đến nước này!"

## Gia tộc
- Tổ phụ (ông nội): Chủng Thế Hành
- Cha: Chủng Ký
- Em trai: Chủng Sư Trung
- Vợ: Doãn thị
- 2 con trai: Chủng Hạo (quan Địch công lang), Chủng Khê đều chết trước Chủng Sư Đạo.
- Cháu: Chủng Ngạn Sùng (chết trong chiến tranh), Chủng Ngạn Tung (chết yểu)